# Assassinato de John Lennon
O assassinato de John Lennon, músico que ganhou notoriedade mundial como vocalista e membro do grupo de rock britânico The Beatles, ocorreu na noite de 8 de dezembro de 1980.

## Como aconteceu

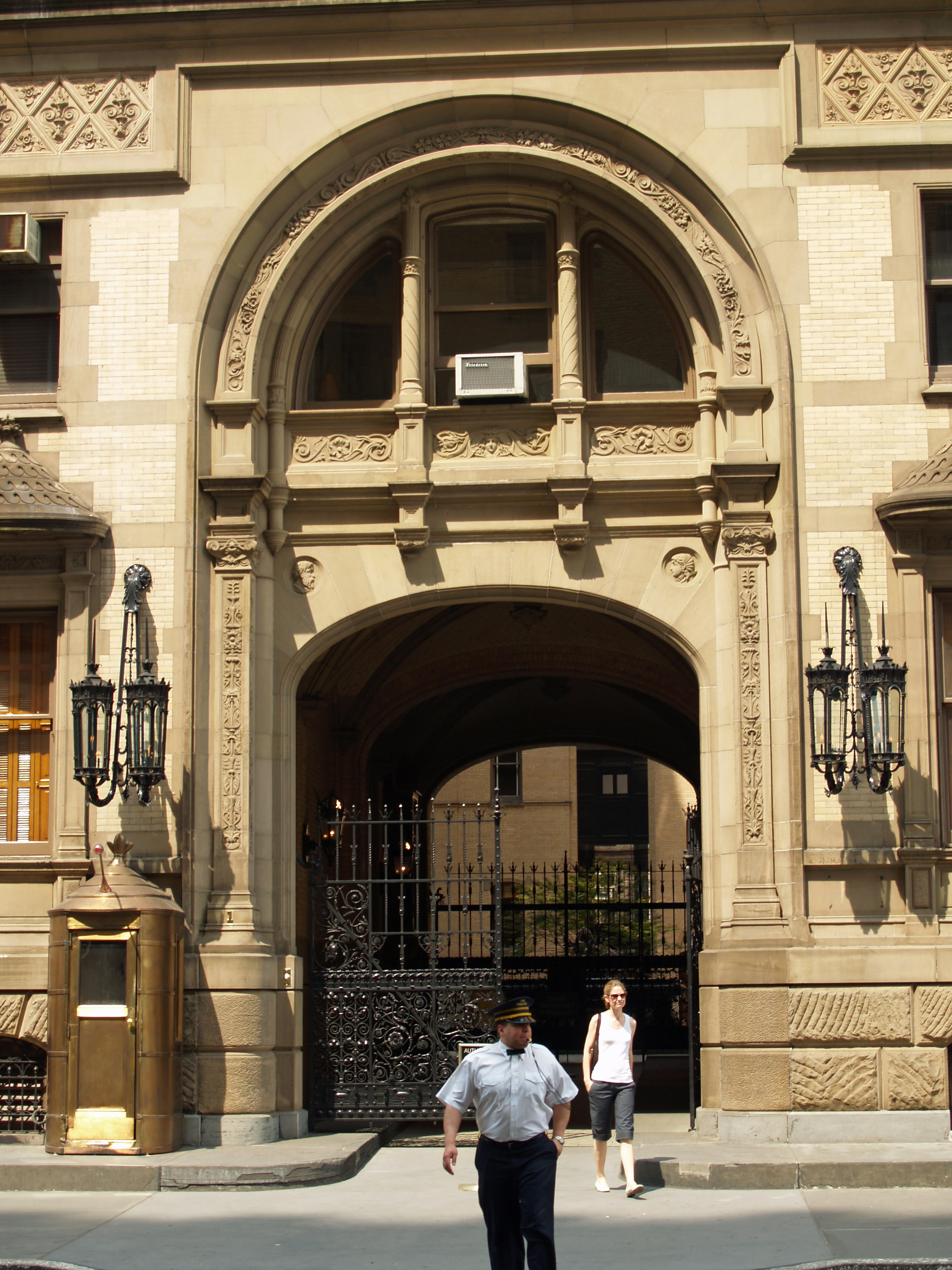
Entrada do Edifício Dakota, local exato onde John Lennon foi executado

Por volta de 23 horas da segunda-feira, 8 de dezembro de 1980, John retornava com sua esposa Yoko Ono, de um estúdio de gravação. Quando Lennon dava entrada em sua residência, o The Dakota em Nova Iorque, um homem de 25 anos chamado Mark Chapman, que no fim da tarde do mesmo dia havia se encontrado com Lennon junto a fãs e conseguido um autógrafo de Lennon em uma capa do álbum do cantor chamado Double Fantasy, sacou um revólver e efetuou cinco disparos contra o músico. Várias fontes afirmam que, antes de efetuar os disparos, Chapman gritou: Mister Lennon! (Senhor Lennon!), mas Chapman afirma não se lembrar de tê-lo feito. O primeiro tiro se perdeu atingindo uma janela do prédio, porém os quatro seguintes atingiram em cheio o corpo de Lennon, três deles atravessando o corpo e um deles destruindo a artéria aorta do cantor, causando severa perda de sangue, e ele caiu na entrada do edifício. As balas utilizadas foram projéteis de ponta côncava, os quais se expandem ao atingirem seu alvo, causando muito mais dano aos tecidos vivos do que balas comuns. O porteiro do edifício desarmou Chapman e chutou a arma para longe, perguntando a ele: "Você sabe o que fez?". Mark Chapman respondeu calmamente: "Sim, eu atirei em John Lennon." Chapman não tentou escapar, sentando-se na calçada e esperando a chegada da polícia. John Lennon foi levado em um carro policial até o hospital nova-iorquino St. Luke's-Roosevelt
Lennon foi declarado morto ao chegar no hospital, onde foi constatado que ninguém poderia viver mais do que alguns minutos com tais ferimentos. Antes de declararem sua morte, médicos abriram o peito de Lennon e massagearam manualmente seu coração por vários minutos a fim de restaurar a circulação sanguínea, mas o dano causado aos vasos sanguíneos era muito grande. Além disso, Lennon já havia chegado sem pulsação e sem respirar, e também havia perdido 80% do seu volume sanguíneo, sendo assim declarado que a causa da morte dele foi choque hipovolêmico. Após o crime ser noticiado pela mídia, multidões de fãs se juntaram ao redor do Hospital Roosevelt e do Edifício Dakota para prestar homenagem a Lennon. O corpo do cantor foi cremado dois dias depois e sua cinzas foram entregues a Yoko Ono, que preferiu não realizar um funeral para Lennon.

## Motivo do crime
Segundo Mark Chapman, que se considerava cristão renascido, seu ódio a John Lennon originou-se principalmente das várias afirmações do cantor sobre Deus e religião. Ele era grande fã dos Beatles e tinha Lennon como ídolo, mas isso mudou quando começou a praticar sua religião seriamente: na adolescência, após um reavivamento realizado por um evangelista que visitou seu colégio, Chapman, que já fora criado como cristão na infância, "renasceu" em Cristo. O evento mudou completamente sua vida. Passou, então, a abominar certas letras do compositor, em especial "God", música de 1970 em que Lennon afirma não crer em Jesus e na Bíblia, além de descrever Deus como "um conceito". Algumas semanas antes do assassinato, Chapman ouviu John Lennon/Plastic Ono Band, o álbum onde se encontrava essa canção: "Eu escutava essa música e ficava bravo com ele por dizer que não acreditava em Deus... e que não acreditava nos Beatles. Isso foi outra coisa que me enfureceu, mesmo o disco tendo sido lançado pelo menos 10 anos antes. Eu queria gritar bem alto 'Quem ele pensa que é para dizer essas coisas sobre Deus, o paraíso e os Beatles?' Dizer que não acredita em Jesus e coisas assim. Naquele ponto, minha mente estava passando por uma escuridão de raiva e ira".
A polêmica declaração de que os Beatles eram "mais populares que Jesus", feita por Lennon em 1966, também irritou profundamente Chapman. Ele a considerou uma blasfêmia, alegando que "não deveria haver ninguém mais popular que o Senhor Jesus Cristo".
Segundo Chapman, seu ódio a Lennon aumentou quando este lançou a música "Imagine", em 1971, onde o cantor diz que se deve imaginar que o céu — no sentido metafísico — e o inferno não existem ("No hell below us, above us only sky"), o que contraria o conceito de algumas religiões e principalmente a de Chapman. Ainda sobre essa canção, Chapman disse:Ele (John Lennon) nos disse para imaginarmos que não existem posses (ou "bens materiais", na frase "Imagine no possessions") e lá estava ele, com milhões de dólares, iates, fazendas e mansões, rindo de pessoas como eu, que acreditaram em suas mentiras, compraram os discos dele e alicerçaram boa parte de suas vidas com as músicas dele. Chapman chegou a conceber sua própria "versão" de "Imagine": Imagine John Lennon morto...
Chapman havia anteriormente ido a Nova Iorque, em outubro de 1980, para assassinar Lennon, mas mudou de ideia e retornou à sua casa no Havaí. Disse que, na hora de puxar o gatilho, em seu sangue (ou, dentro de si) não havia emoção nem raiva. Apenas um silêncio mortal em seu cérebro. Em outra entrevista, alegou ter ouvido uma voz misteriosa que lhe repetia: "Do it, do it, do it" ("Faça isto!") quando John passou por ele.

## Consequências
Pelo assassinato de John Lennon, Mark Chapman foi condenado à prisão perpétua, com possibilidade de liberdade condicional após 20 anos de pena - a partir do ano de 2000, lhe seria concedido um julgamento visando sua liberdade condicional a cada dois anos. Ele cumpre pena desde 1980 numa penitenciária chamada Attica Correctional Facility, em Attica, Nova Iorque. Desde o ano 2000, sua liberdade condicional tem sido negada em todas as ocasiões. Yoko Ono se opõe totalmente à liberdade de Chapman, dizendo que a vida dela, dos filhos de Lennon e a do próprio Chapman estariam em risco.

## Filmes
- The Killing of John Lennon (2006), dirigido por Andrew Piddington, foca na vida de Chapman antes do assassinato.[16]
- Capítulo 27 - O Assassinato de John Lennon (2007), filme dramático de Jarrett Schaefer baseado no livro "Let Me Take You Down", de Jack Jones, tenta representar Chapman nos dias anteriores ao crime, sem julgamentos.[17]
- The Lennon Report (2016) foca na tentativa dos médicos e enfermeiros de salvar a vida de Lennon.[18]

## Teorias conspiratórias
A vigilância de Lennon pela Central Intelligence Agency (CIA) e pelo Federal Bureau of Investigation (FBI) devido ao seu ativismo de esquerda e as ações de Chapman durante o assassinato ou procedimentos legais subsequentes levaram a várias teorias da conspiração.
- Fenton Bresler, um barrister e jornalista, levantou a ideia do envolvimento da CIA no assassinato em seu livro Who Killed John Lennon?, publicado em 1990. Chapman supostamente teria sofrido uma lavagem cerebral pela agência para se tornar assassino, como em The Manchurian Candidate.[21][22][23]

- O dramaturgo de Liverpool Ian Carroll encenou um drama, "One Bad Thing", transmitindo a teoria de Chapman foi manipulado por uma ala desonesta da CIA "que queria Lennon fora de cena".[24]

- Em um livro de 2004, Salvador Astrucia afirma que as evidências forenses provam que Chapman não cometeu o assassinato.[25]

- O documentário The Day John Lennon Died, de 2010, sugere que Jose Perdomo, o porteiro do Dakota, era um exilado cubano ligado à CIA e à invasão da Baía dos Porcos.[26][27]